# Johann Georg Blezinger

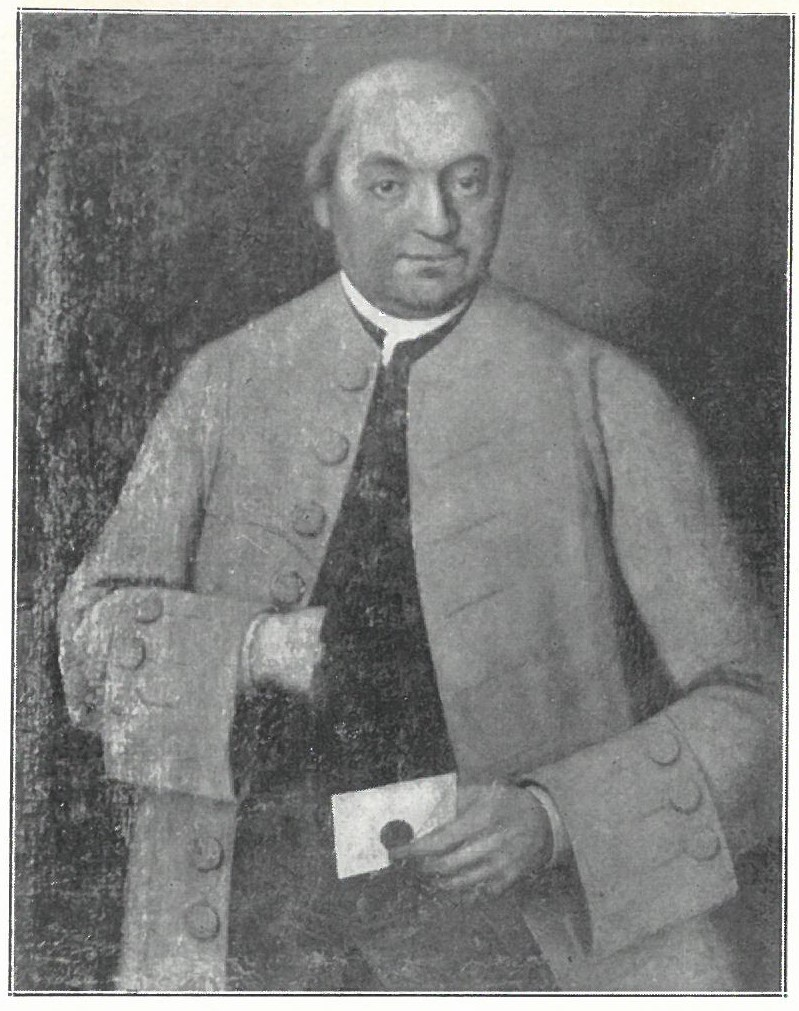
Johann Georg Blezinger (1717–1795), Eisenwerksbesitzer in Königsbronn

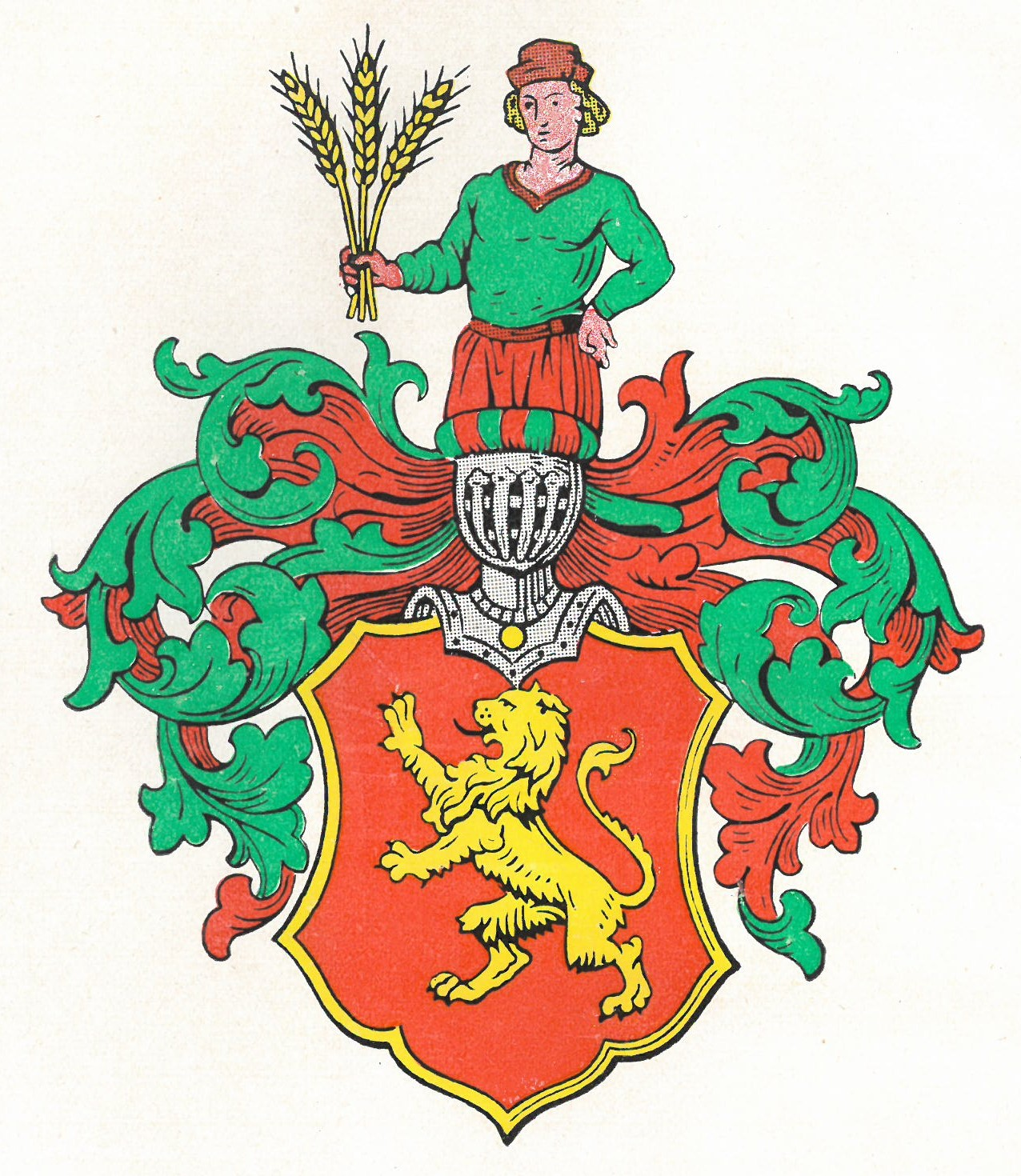
Wappen der Familie Blezinger, entstanden in Königsbronn um 1750

Johann Georg Blezinger (* 29. Oktober 1717 Königsbronn; † 15. April 1795 ebenda) war ein deutscher Industrieller und Kaufmann.

## Leben
Blezinger war Sohn des Gastwirts Georg Blezinger und dessen Ehefrau Maria Barbara Krauß († 1752). Er erlernte zunächst in Augsburg das Brauereihandwerk und übernahm nach Wanderungen durch Österreich, Ungarn, Süddeutschland und das Elsass 1739 die Gastwirtschaft seines Vaters. Durch glücklichen Handel, unter anderem mit Heereslieferungen im österreichisch-schlesischen Krieg, kam Blezinger zu Wohlstand. Er übernahm sämtliche württembergischen Eisenwerke im Brenztal und Schwarzwald in Pacht und kaufte dem Fürsten von Hohenlohe-Öhringen 1768 die Eisenwerke in Ernsbach ab. Er führte die Königsbronner Eisenwaren zu überregionaler Bekanntheit.
1772 baute Blezinger am Brenztopf erstmals in Europa ein Wasserwehr aus Gusseisen mit einem Wassersammelkasten, der über neun Fallen Eisenhammer und Blasbälge antrieb.
Blezinger verband eine Freundschaft mit seinem Hauslehrer, dem Dichter Christian Friedrich Daniel Schubart.
Blezinger heiratete 1739 in Königsbronn Anna Maria Scheuerlen (1717–1778). Das Paar hatte vier Kinder. Nach dem Tod seiner ersten Frau heiratete er 1779 Regina Barbara Krämer (1732–1787). In dritter und letzte Ehe heiratete er 1788 in Sulzbach Friederike Dorothea Lang († 1792), Witwe des Consulenten Adam Friedrich Genther. Aus keiner der späteren Ehen sind Kinder bekannt.